# Jogos do Mediterrâneo de 2022
Os Jogos do Mediterrâneo de 2022 ( em árabe: ألعاب البحر الأبيض المتوسط 2022 ), oficialmente conhecidos como os XIX Jogos do Mediterrâneo e comumente conhecidos como Orão 2022 , é um evento multidesportivo internacional programado para ser realizado de 25 de junho a 6 de julho de 2022 em Orão, na Argélia. Orão foi anunciada como a cidade anfitriã na Assembleia Geral do ICMG em Pescara, Itália, em 15 de agosto de 2015. Vão participar durante estes Jogos cerca de 4.500 atletas.

## Seleção da cidade-sede
Cinco cidades assinaram uma declaração oficial de candidatura para sediar os Jogos do Mediterrâneo de 2022, duas da África e três da Europa.
Os candidatos finais foram Orã e Sfax. Orã planeava levar os Jogos para a Argélia pela segunda vez após os Jogos do Mediterrâneo de 1975 em Argel. Sfax planeava levar os Jogos para a Tunísia pela terceira vez após os Jogos do Mediterrâneo de 1967 e os Jogos do Mediterrâneo de 2001, ambos em Túnis. Orã venceu por 51-17 após a segunda ronda de votação.
| Resultados da votação | Resultados da votação | Resultados da votação | Resultados da votação |
| --------------------- | --------------------- | --------------------- | --------------------- |
| Cidade                | País                  | Ronda 1               | Ronda 2               |
| Oran                  | Argélia               | Adv                   | 51                    |
| Sfax                  | Tunísia               | Adv                   | 17                    |
| Mostar                | Bósnia e Herzegovina  | Elim                  | —                     |
| Dubrovnik             | Croácia               | Elim                  | —                     |
| Kotor                 | Montenegro            | Elim                  | —                     |

## Mascote
Wihro, um leão, foi revelado em setembro de 2019,como o mascote para os Jogos de Mediterrâneo de 2022. O padrão é baseado nas cores dos jogos.

## Países participantes
| Lista de países participantes |
| --- |
| - ALB Albânia (50) - ALG Argélia (324)(sede) - AND Andorra (11) - BIH Bósnia e Herzegovina (54) - CRO Croácia (110) - CYP Chipre (113) - EGY Egito (191) - SLO Eslovênia (139) - ESP Espanha (282) - FRA França (313) - GRE Grécia (176) - ITA Itália (419) - KOS Kosovo (40) - LIB Líbano (21) - LBA Líbia (14) - MLT Malta (31) - MON Mônaco (17) - MNE Montenegro (32) - MAR Marrocos (137) - POR Portugal (163) - MKD Macedônia do Norte (79) - SMR San Marino (16) - SRB Sérvia (160) - SYR Síria (26) - TUN Tunísia (175) - TUR Turquia (322) - Vatican City (1)* Uma atleta da Cidade do Vaticano participou de forma não oficial ("sem pontuação") na meia maratona feminina. |

## Modalidades esportivas
O número entre parênteses indica o número de eventos por modalidade.
| - Atletismo (38) - Badminton (4) - Basquetebol 3x3 (4) - Bowls (12) - Boxe (15) - Caratê (10) - Ciclismo (4) - Esgrima (6) - Futebol (1) | - Ginástica: - Artística (14) - Halterofilismo (16) - Handebol (2) - Hipismo (2) - Judô (14) - Lutas (17) - Natação (38) | - Polo aquático (1) - Taekwondo (8) - Tênis (4) - Tênis de mesa (4) - Tiro (11) - Tiro com arco (5) - Vela (4) - Voleibol (2) |

## Quadro de medalhas
| Pos.                | País                     | Ouro | Prata | Bronze | Total |
| ------------------- | ------------------------ | ---- | ----- | ------ | ----- |
| 1                   | ITA Itália               | 48   | 50    | 61     | 159   |
| 2                   | TUR Turquia              | 45   | 26    | 37     | 108   |
| 3                   | FRA França               | 21   | 24    | 36     | 81    |
| 4                   | ALG Argélia              | 20   | 17    | 16     | 53    |
| 5                   | ESP Espanha              | 16   | 25    | 25     | 66    |
| 6                   | EGY Egito                | 13   | 15    | 23     | 51    |
| 7                   | SRB Sérvia               | 13   | 7     | 11     | 31    |
| 8                   | GRE Grécia               | 10   | 11    | 10     | 31    |
| 9                   | POR Portugal             | 7    | 10    | 8      | 25    |
| 10                  | TUN Tunísia              | 6    | 8     | 13     | 27    |
| 11                  | SLO Eslovênia            | 6    | 8     | 9      | 23    |
| 12                  | CRO Croácia              | 6    | 7     | 10     | 23    |
| 13                  | CYP Chipre               | 5    | 2     | 7      | 14    |
| 14                  | SYR Síria                | 4    | 3     | 0      | 7     |
| 15                  | MAR Marrocos             | 3    | 13    | 17     | 33    |
| 16                  | KOS Kosovo               | 3    | 0     | 3      | 6     |
| 17                  | SMR San Marino           | 2    | 1     | 3      | 6     |
| 18                  | ALB Albânia              | 2    | 1     | 1      | 4     |
| 19                  | BIH Bósnia e Herzegovina | 2    | 0     | 6      | 8     |
| 20                  | MNE Montenegro           | 1    | 4     | 2      | 7     |
| 21                  | MKD Macedônia do Norte   | 1    | 0     | 2      | 3     |
| 22                  | MON Mônaco               | 1    | 0     | 0      | 1     |
| 23                  | MLT Malta                | 0    | 1     | 0      | 1     |
| 24                  | LBA Líbia                | 0    | 0     | 1      | 1     |
| Total (24 entradas) | Total (24 entradas)      | 235  | 233   | 301    | 769   |

Fonte: Quadro de Medalhas